# Tricoma suecica
Tricoma suecica är en rundmaskart. Tricoma suecica ingår i släktet Tricoma, och familjen Desmoscolecidae. Arten är reproducerande i Sverige.